# Gemma (imię)
Gemma – imię żeńskie pochodzenia łacińskiego, oznaczające „kamień szlachetny, klejnot”. Istnieją cztery święte katolickie o tym imieniu.
Gemma imieniny obchodzi:
- 11 kwietnia, w dzień wspomnienia św. Gemmy Galgani, mistyczki
- 13 maja, w dzień wspomnienia św. Gemmy z Goriano Sicoli
- 20 czerwca, w dzień wspomnienia św. Gemmy z Saintonge

Znane osoby noszące imię Gemma:
- Gemma Arterton (ur. 1986) – brytyjska aktorka telewizyjna i filmowa
- Gemma Jones (ur. 1942) – brytyjska aktorka telewizyjna i filmowa
- Gemma Mengual (ur. 1977) – hiszpańska pływaczka synchroniczna, dwukrotna srebrna medalistka w Pekinu w duecie i drużynowo
- Gema Pascual (ur. 1979) – hiszpańska kolarka torowa i szosowa, brązowa medalistka torowych mistrzostw świata
- Gemma Spofforth (ur. 1987) – brytyjska pływaczka specjalizująca się w stylu grzbietowym, mistrzyni świata
- Gemma Ward (ur. 1987) – australijska modelka

Zobacz też:
- Sainte-Gemme – 7 miejscowości we Francji
- Sainte-Gemme-en-Sancerrois
- Sainte-Gemme-la-Plaine
- Sainte-Gemme-Martaillac
- Sainte-Gemme-Moronval
- Sainte-Gemmes
- Sainte-Gemmes-d'Andigné
- Sainte-Gemmes-le-Robert
- Sainte-Gemmes-sur-Loire
- Sainte-Jamme-sur-Sarthe
- Tallud-Sainte-Gemme